# Gisburn
Gisburn – wieś w Anglii, w hrabstwie Lancashire, w dystrykcie Ribble Valley. Leży 52 km na północ od miasta Manchester i 306 km na północny zachód od Londynu. W 2001 miejscowość liczyła 506 mieszkańców.